# Pequeñas Mentiras (novela)
Big Little Lies, conocida también como Pequeñas Mentiras, es una novela escrita por Liane Moriarty en 2014. Fue publicada en julio de 2014 por Penguin Publishing. La novela llegó a la New York Times Best Seller list.

## Sinopsis
Jane, una madre soltera, va camino de la escuela pública de Pirriwee, en las playas del norte de Sídney, donde su hijo Ziggy está empezando la guardería. De camino conoce a Madeline, otra madre con una hija de la misma edad. Celeste, amiga de Madeline, también está enviando a sus hijos gemelos, Max y Josh, a la escuela. Las dos entablan una amistad con Jane. Las tres tienen sus propios problemas: Madeline está resentida porque su hija de su matrimonio anterior está encariñándose con la nueva mujer de su exmarido, Bonnie; Celeste es físicamente maltratada por su rico marido banquero, Perry; y Jane fue violada y abandonada para criar por su cuenta a su hijo Ziggy. Para ponerle las cosas peores, Ziggy es acusado de acosar a Amabella, su futura compañera de clase, durante orientación.
Con el paso de los meses, las tres se vuelven cercanas y Jane comparte su experiencia con las otras mujeres. Jane les cuenta a las otras dos mujeres que Ziggy es de hecho el resultado de una violación por un hombre llamado “Saxon Banks” cuando Jane tenía 19. Con la información que Jane les proporciona, Celeste y Madeline se dan cuenta de que el padre es el primo de Perry, Saxon Banks, pero deciden mantener esa información lejos de Jane por el momento. Entretanto, el matrimonio de Celeste se vuelve aún más violento y ella empieza a reunirse con una consejera y alquila un apartamento, sin el conocimiento de Perry. Ziggy es una vez más acusado de acosar a Amabella, aunque él lo niegue. Jane descubre que Ziggy está manteniendo en secreto quién está haciéndole daño a Amabella y le persuade para escribir el nombre del niño, y resulta ser Max, uno de los gemelos de Celeste, pero no está segura de cómo abordar el tema con Celeste.
En la noche de trivial de la escuela pública de Pirriwee, Josh le dice a Celeste que es Max, no Ziggy, quién acosa a los otros niños. Ella se da cuenta de que Max está imitando a Perry y finalmente decide dejarle. Perry descubre el apartamento de Celeste, y a pesar de estar alterados, la pareja todavía va a la noche de trivial.
Una vez llegan a la escuela, Jane ve a Perry y se da cuenta de que él es, de hecho, "Saxon Banks" y le enfrenta delante de Madeline y Celeste. Celeste recuerda las historias de la niñez de Perry donde él utiliza el nombre de su primo para evitarse problemas. Perry admite violar a Jane pero no muestra ningún remordimiento. Durante el argumento que continua entre ellos, Perry golpea a Celeste. Enfurecida por lo que ha presenciado, Bonnie le empuja a su muerte desde el balcón.
En el periodo posterior a la caída, Madeline descubre que Bonnie tuvo un padre abusivo y ver la violencia de Perry trajo de vuelta malos recuerdos. Todas las del balcón deciden mentir para proteger a Bonnie, pero ella se entrega. Solo es sentenciada a 200 horas de servicio comunitario. Un año después de la muerte de Perry, Celeste trabaja en una empresa de ley familiar e instala un fondo de confianza para Ziggy. Habla públicamente sobre su relación abusiva, empezando su discurso con: "Esto puede pasarle a cualquiera."

## Escritura
La inspiración principal de Moriarty para la historia provino de una entrevista radiofónica que escuchó en que una mujer relató la relación abusiva de sus padres. La mujer narró que, incluso de adulta, se escondía bajo su cama para huir de las peleas de sus padres, una experiencia que Moriarty acabó utilizando como una escena en el libro. Inicialmente, el libro era narrado en primera persona por cada uno de los tres protagonistas principales, pero Moriarty pronto decidió lo contrario, en cambio interfiere las declaraciones de personajes menores entre porciones de la historia.

## Recepción
Big Little Lies ha sido generalmente bien recibida por los críticos, quiénes alabaron el equilibrio del humor en el libro con asuntos más serios como abuso doméstico. Janet Maslin de The New York Times escribió: "Un aparente libro suave que de pronto toca base con una viciosa realidad, en formas que puede dar a Big Little Lies aún más poder que The Husband's Secret [El anterior libro de Moriarty]." Roberta Bernstein de USA Today le dio tres de cuatro estrellas, considerándola "una divertida, atrayente y a veces perturbadora lectura, incluso si los personajes son más presuntuosos que carne y sangre." Leah Greenblatt de Entertainment Weekly le dio una A y notó que, mientras el libro caía en la categoría de "chick-lit", Moriarty todavía ofreció "ideas [que] no son menos sabias, divertidas o verdaderas porque a veces le guste una metáfora de champán o cuelgue su historia en un zapato." Carol Memmott de The Washington Post escribió, "Toma una posición firme contra la violencia doméstica, incluso cuando nos hace reír ante los adultos cuyos tontos trajes de fiesta recuerdan a los de un baile de instituto."

## Adaptación televisiva
Una adaptación televisiva de la novela, fue producida por HBO y titulada Big Little Lies, filmada en la localización en Monterey, California. Fue originalmente publicada en 2017 en HBO. La miniserie fue protagonizada por Nicole Kidman, Reese Witherspoon, Shailene Woodley, Alexander Skarsgård, Adam Scott, Laura Dern, y Zoë Kravitz, y ganó 8 Premios Emmy en el 2017 Primetime Emmy Awards incluyendo Outstanding Miniseries.
A pesar de ser llamada a una sola miniserie, HBO anunció en diciembre de 2017 que la serie regresaría para una segunda temporada, basada en una novela de Moriarty.